# ルネ・コティ
ルネ・ジュール・ギュスターヴ・コティ（フランス語：René Jules Gustave Coty、1882年3月20日 - 1962年11月22日）は、フランスの政治家。第17代フランス大統領（在任期間：1954年1月16日 – 1959年1月8日）を務めた。第四共和政の最後の大統領である。

## 生い立ち及び初期の経歴
1882年3月20日にセーヌ＝マリティーム県ル・アーヴルに誕生する。1902年にカーン大学を卒業し、法学と哲学の学位を取得する。大学卒業後は郷里に戻り、海洋法と商法専門の弁護士として働く。
その後急進社会党（急進党）に入党して政界入りし、1907年に地区委員に選出される。翌1908年には共和左派に鞍替えし、ル・アーヴル地方議会議員に立候補、当選する。1913年にセーヌ・アンフェルール県（現在のセーヌ・マリティーム県）県議会議員に当選し、以後1942年まで在職し、1932年に副議長も務めた。
1914年に第一次世界大戦が勃発すると、コティはフランス軍に志願して第129歩兵連隊に入隊し、ヴェルダンの戦いなどに参加した。戦後の1923年にジュール・ジークフリートに代わってセーヌ＝マリティーヌ県から下院（代議院）議員に当選する。この時期、急進党を離党し共和主義連盟に入党。1930年12月13日から23日まで、ごく短期間テオドル・ステーグ内閣で内務次官を務める。
1936年に元老院議員（上院議員）となる。コティは、1940年7月10日にフィリップ・ペタン元帥に全権を付与するのに賛成し、結果としてペタンを首班とするナチス・ドイツの傀儡政権ヴィシー政府樹立を助けた議員の一人であった。戦時中は、政治活動を控えたが、戦後、復権した。

## 戦後
1944年に憲法制定議会の議員となり、右派（保守）の独立共和派を経て、全国独立農民センター Centre National des Indépendants et Paysans、CNIPに所属する。
1946年セーヌ＝マリティーヌ県から総選挙に立候補し、国民議会議員に当選。ロベール・シューマン内閣とアンドレ・マリー内閣で戦災復興・都市計画大臣として入閣する。1948年に上院議員となり、1952年上院副議長となる。
1953年に大統領選挙に立候補するが、当選の見込みは薄いと見なされていた。しかし、同じ全国独立農民センターのジョゼフ・ラニエル首相の周旋もあって独立共和派から立ったルイ・ジャックノウが立候補を辞退することとなり、コティは右派の統一候補となった。12月23日の国民議会における投票で社会党が推したマルセル・エドモン・ネジュロンを破り勝利した。1954年1月16日ヴァンサン・オリオールから正式に大統領職を引き継いだ。
大統領としては、前任者であるヴァンサン・オリオールと比較して国政への影響力と関与は大きなものにはならなかった。それはコティの個人的資質以上に、第四共和制の政治制度（比例代表制による議会多数派の不在、限定化された大統領権限）とコティの任期とほぼ同時に重なっていたアルジェリア問題による政治危機によるところが大きい。1958年アルジェリア問題は危機的状況を迎え、コティは、ド・ゴールに事態の収拾を求めた。コティは辞職をほのめかすことで下院にド・ゴールの信任を求め、ド・ゴールは第四共和政における最後の首相となった。ド・ゴールは大統領権限を強化した新憲法を起草し、9月28日に国民投票を実施した。この結果、79.2パーセントの信任を得た。ド・ゴールは12月大統領に選出され、1959年1月9日に就任した。コティは1959年憲法評議会議員となり、在職中の1962年11月22日に死去。